# العر (صنعاء)
العر هي مدينة ومركز مديرية الحيمة الداخلية بمحافظة صنعاء اليمنية، بلغ تعداد سكانها 1495 نسمة حسب الإحصاء الذي أجري عام 2004.